# Howard Jones (cantante 1970)
Howard Jones (Columbus, 20 luglio 1970) è un cantante statunitense, noto per essere stato il frontman del gruppo musicale Killswitch Engage tra il 2002 e il 2012.

## Carriera
Dal 1997 al 2004 è stato il cantante del gruppo metalcore Blood Has Been Shed.
Nel 2002 è entrato a far parte di un altro gruppo metalcore, i Killswitch Engage, diventandone il cantante principale dopo l'addio di Jesse Leach. È rimasto nella formazione del gruppo fino al 2012, anno in cui è stato sostituito dallo stesso Jesse Leach.
Nel 2012, insieme al chitarrista Francesco Artusato (All Shall Perish) ed al batterista John Sankey (Devolved, Fear Factory, Divine Heresy) ha dato vita al progetto musicale chiamato Devil You Know, che nel luglio 2017 ha cambiato nome in Light the Torch.
Nel corso della sua carriera ha collaborato con molti artisti e gruppi tra cui 36 Crazyfists, Demon Hunter, Eighteen Visions, Ill Bill, Throwdown, Every Time I Die, Asking Alexandria, Within Temptation e Believer.

## Discografia

### Con i Blood Has Been Shed
- 1999 – I Dwell on Thoughts of You
- 2001 – Novella of Uriel
- 2003 – Spirals

### Con i Killswitch Engage
- 2004 – The End of Heartache
- 2005 - (Set This) World Ablaze
- 2006 – As Daylight Dies
- 2009 – Killswitch Engage

### Con i Devil You Know/Light the Torch
- 2014 – The Beauty of Destruction
- 2015 – They Bleed Red
- 2018 – Revival
- 2021 – You Will Be the Death of Me